# Отягощённые злом, или Сорок лет спустя
«Отягощённые злом, или Со́рок лет спустя́» — философский роман Аркадия и Бориса Стругацких, написанный в 1986—1988 годах, последнее большое произведение соавторов. Впервые опубликован в журнале «Юность» № 6—7 за 1988 год, в 1989 году вошёл в состав второго тома «Избранных произведений» издательства «Московский рабочий». Первое отдельное книжное издание с иллюстрациями Яны Ашмариной и послесловием Сергея Переслегина вышло в коммерческом издательстве «Прометей», после 1989 года роман постоянно включался во все собрания сочинений Стругацких. Переведён на английский, болгарский, немецкий и польский языки.
Сюжет построен по принципу «роман в романе», обе сюжетные линии поданы через восприятие главных героев, существующих во многих сюжетных и пространственно-временных слоях. Рукопись «ОЗ», чьим формальным автором является астроном Сергей Манохин, повествует о пришествии в СССР конца 1980-х годов Демиурга, озабоченного судьбой созданного им мира. Ему служит пронырливый Агасфер Лукич и некоторые другие авторы проектов спасения мира, которых Демиург оставляет при себе. Наконец, именно Агасфер (в «Отягощённых злом» он — ещё и бессмертный апостол Иоанн Богослов, коллекционер человеческих душ, также побывавший у истоков ислама под именем Раххаль) приводит к Демиургу Человека с большой буквы — Георгия Анатольевича Носова. Во второй сюжетной линии события предстают из дневника ученика Г. А. Носова — Игоря Мытарина. Носов — великий педагог, практик и теоретик, возглавляющий лицей в городе Ташлинск в первой трети XXI века. Неожиданно для городского начальства и даже собственных учеников он вступается за совершенно чуждую всем субкультуру, так называемую Флору (в которой опознаются хиппи), и, отстаивая свои идеалы, приносит себя в жертву разъярённой толпе.
Роман вышел в перестроечную эпоху и был негативно оценён критиками, воспринявшими его как творческую неудачу: политический памфлет или парафраз булгаковского «Мастера и Маргариты». Исследователи XXI века подчёркивают непо́нятость романа современниками, его этапный характер для творчества Стругацких, так как «Отягощённые злом» целиком посвящены утопии и учительству как средствам спасения мира, отношениям власти и культуры.

## Сюжет
«Отягощённые злом» — третье из тех произведений Стругацких, которые построены на основе приёма «роман в романе» (также «Улитка на склоне» и «Хромая судьба»). Главы чередуются: это выдержки из дневника ученика Ташлинского лицея Игоря Мытарина (охватывающего события с 10 по 21 июля), и главы рукописи «ОЗ», которую Игорю дал учитель — Г. А. Носов. Внутри рукописи «ОЗ» содержатся главы о Демиурге и его подручных (события в этих главах поданы от имени астронома Сергея Манохина), а также своеобразно истолкованный евангельский сюжет и похождения Агасфера в первый век ислама. Основным лейтмотивом романа является искажение и недостоверность истории: «не так всё это было, совсем не так».

### Рукопись «ОЗ»
На исходе 1980-х годов в квартире одной из новостроек СССР материализовался Демиург, которому служит ехидный резонёр Агасфер Лукич Прудков, маскирующийся под потешного страхового агента (внешне он напоминает Евгения Леонова). «Страхагент» обращается к Демиургу именами всех богов человечества — Яхве, Птах, Хнум, Ильмаринен, Ткач и Гончар и другими. Демиург — жутковатое существо, которое сравнивается с Воландом: с зеленоватой кожей, чёрными руками, у которых на пальцах и локтях больше суставов, чем положено иметь человеку, изуродованным болезнью носом, безбровым лбом и глазами, испещрёнными по белкам кровавыми прожилками. Глаза его всегда горели одним выражением: «яростного бешеного напора пополам с отвращением». Агасфер, как выясняется впоследствии, в глубокой древности был апостолом Иоанном Богословом, ставшим Вечным Жидом, и кораническим Раххалем, сподвижником Масламы и любовником пророчицы Саджах Месопотамской. Христоморфный Демиург принимает у себя нужных ему личностей, исполняя их заветные мечтания, за что те расплачиваются службой. Роль секретаря при Демиурге исполняет астроном Сергей Корнеевич Манохин, сделавший когда-то ошибку в научной работе и выпросивший изменить законы мироздания так, чтобы придуманный им астрофизический эффект проявился на самом деле. Он пребывает в постоянной растерянности, ибо попал в услужение к «каким-то глобальным экспериментаторам, вышивающим гладью на всем человечестве», но не уверен в их тёмной природе. Манохин тайком пишет мемуар, повествуя о делах Демиурга и Агасфера. Со временем Демиург начинает вызывать к себе в квартиру людей из настоящего, прошлого (включая Иуду) и будущего, желая узнать их рецепты исправления человечества. Большей частью ему попадаются идеологи, политики, военные; Демиург глубоко неудовлетворён и ворчит, что «все они хирурги или костоправы. Нет из них ни одного терапевта!» Таковы суховатый педант Пётр Петрович Колпаков, неофашист Марек Парасюхин и карикатурный еврей Матвей Матвеевич Гершкович (Мордехай Мордехаевич Гершензон). Иногда попадаются сравнительно безобидные романтики в стройотрядовских куртках, но мысли их просты и их легко запутать. В финале Агасфер приводит к Демиургу настоящего Человека — Георгия Анатольевича. Рукопись на этом обрывается, сообщается, что её окончание было, вероятно, уничтожено самим Г. А. Носовым «из соображений скромности».

### Дневник Игоря Мытарина
Действие разворачивается сорок лет спустя в провинциальном городе Ташлинск. Здесь существует элитный лицей, где отбирают и воспитывают людей, демонстрирующих педагогический талант. Директор лицея Георгий Анатольевич Носов, депутат, заслуженный учитель, член горсовета, известный человек, проповедует этическое учение, более христообразен, чем Демиург, а ученики его напоминают апостолов. Текст наполнен евангельскими аллюзиями, а повествование, связанное с фигурой Г. А. Носова («Га-Ноцри»), почти полностью помещено в дневник его ученика с говорящей фамилией Мытарин. Задача Носова — пестовать педагогическую элиту, делая из учеников воспитателей мира; поэтому он «терапевт Демиурга». Он учит ответственно относиться к своему делу, притом наставляет он в этом не только лицеистов, но и людей власти; учит постоянно работать и любить людей, даже если они безобразны, больны, источают злобу. Поэтому он отправляет своих лицеистов в больницы, ухаживать за умирающими и ассистировать при операциях, получать опыт «небрезгливой любви». По мысли Учителя, человечность превыше всех правил, а главные его требования — «понимание и милосердие».

Понимание — это рычаг, орудие, прибор, которым учитель пользуется в своей работе.

Милосердие — это этическая позиция учителя в отношении к объекту его работы, способ восприятия.

Там, где присутствует милосердие, — там воспитание. Там, где милосердие отсутствует, — где присутствует все, что угодно, кроме милосердия, — там дрессировка.

Через милосердие происходит воспитание Человека.

В отсутствие милосердия происходит выработка полуфабриката: технарь, работяга, лабух. И, разумеется, береты всех мастей. Машины убийства. Профессионалы.

Замечательно, что в изготовлении полуфабрикатов человечество, безусловно, преуспело. Проще это, что ли? Или времени никогда на воспитание Человека не хватало? Или средств?

Да нет, просто нужды, видимо, не было.
Этическое учение Носова стало предметом горячих споров: Г. А. защищает странное скопление молодёжи — так называемую Флору. Её участники — «фловеры» собираются вместе, ведут растительный образ жизни, разговаривают на «древесном» жаргоне, понятном только их субкультуре, подобно хиппи, употребляют алкоголь, наркотики и практикуют беспорядочные отношения. Они отвергли окружающий их мир, полный, по их мнению, лжи, корысти и принуждения. У Флоры есть идеолог — «нуси» — проповедующий только один закон: «не мешай» («Если не хочется делать, не делай ничего»). Носов всячески пытается отбить Флору от нападок комсомольцев, городского начальства и РОНО, ибо стремится привить людям жажду понимания. В финале Носов в сопровождении немногих учеников приезжает в стойбище Флоры, когда на горизонте уже видна пыль от колонны горожан, идущих разгонять неформалов.

## История создания и публикации
Борис Натанович Стругацкий в «Комментариях к пройденному» писал:

Это был последний роман АБС, самый сложный, даже, может быть, переусложнённый, самый необычный и, наверное, самый непопулярный из всех. Сами-то авторы, впрочем, считали его как раз среди лучших — слишком много душевных сил, размышлений, споров и самых излюбленных идей было в него вложено, чтобы относиться к нему иначе. Здесь и любимейшая, годами лелеемая идея Учителя с большой буквы — впервые мы сделали попытку написать этого человека, так сказать, «вживе» и остались довольны этой попыткой. Здесь старинная, годами лелеемая мечта написать исторический роман — в манере Лиона Фейхтвангера и с позиции человека, никак не желающего поверить в существование объективной и достоверной исторической истины («не так всё это было, совсем не так»).

### Становление замысла
Первичный замысел возник осенью 1981 года, когда Аркадий Стругацкий, работавший над рассказом «Подробности жизни Никиты Воронцова», обратился за консультациями к Аркадию Вайнеру. Тогда у соавторов возникла идея «написать совместный фантастический детектив — так сказать, „в четыре башки“». Встреча братьев Стругацких с братьями Вайнерами состоялась 9 ноября 1981 года, на ней обсуждались общие принципы будущей работы. Идея была примерно такой: по глухой провинции бродит Бледный Человек и скупает живые человеческие души. Роман должен был состоять из двух частей — мистической, которую должны были писать Стругацкие, и детективно-реалистической — братьев Вайнеров. В заметках об этой встрече фигурировали главные герои — астроном Сергей Корнеевич Манохин (рассказчик) и Агасфер Кузьмич Прудков (скупщик душ). Местом действия должен был стать несуществующий город Ташлинск. Однако из-за болезни Аркадия Вайнера проект застопорился, а далее у писателей оказались другие дела. В 1982—1983 годах Стругацкие периодически возвращались к замыслу с условным названием «Чичиков, XX век», причём 4 ноября 1983 года Аркадий Стругацкий обсуждал этот проект с Георгием Вайнером. В конце концов переговоры с Вайнерами оказались непродуктивными и попытки соавторства окончательно прекратились.
В январе 1985 года соавторы занимались переделкой романа «Хромая судьба», введя в состав текста повесть «Гадкие лебеди». В рабочем дневнике этих дней появилась идея уничтожения страха смерти, которая предметно обсуждалась 15 февраля 1985 года, и тогда же стало ясно, что история скупщика душ Агасфера вполне укладывается в новый замысел. Однако дальнейшая работа застопорилась до поздней осени. В дневниках Бориса Стругацкого появляется «история нового Христа» и герой, взятый секретарём-переводчиком для подготовки к Страшному суду в обмен на исполнение желания — изменение законов природы. Базовая идея была определена на декабрьской встрече 1985 года в Москве:

Наш Иисус-Демиург совсем не похож на Того, кто принял смерть на кресте в древнем Иерусалиме — две тысячи лет миновало, многие сотни миров пройдены Им, сотни тысяч благих дел совершены, и миллионы событий произошли, оставив — каждое — свой рубец. Всякое пришлось Ему перенести, случались с Ним происшествия и поужаснее примитивного распятия — Он сделался страшен и уродлив. Он сделался неузнаваем. (Обстоятельство, вводящее в заблуждение множество читателей: одни негодуют, принимая нашего Демиурга за неудачную копию булгаковского Воланда, другие — попросту и без затей — обвиняют авторов в проповеди сатанизма, в то время, как наш Демиург на самом деле — это просто Иисус Христос две тысячи лет спустя. Вот уж поистине: «Пришел к своим, и свои Его не приняли»).

### Ход написания
Работа над черновиком «Отягощённых злом» началась 25 января 1986 года. Однако, если обычно соавторы-братья работали по детально разработанному плану, то в этот раз они не только не имели концовки, но даже не всегда представляли, что будет происходить в ближайших главах. Уже 30 января писательская сессия была прервана «для размышлений». В рабочих записях А. Н. Стругацкого этого периода появляются христологические и эсхатологические материалы, хотя он сам прямо сообщал в дневнике, что «Апокалипсис — идея тухлая». 10 апреля в дневнике Аркадия Стругацкого зафиксировано решение соавторов писать эпизодами, не заботясь о сюжете, что сразу двинуло вперёд работу. Была написана глава о визите Манохина в Мир Мечты его коллеги по служению Демиургу — Матвею Матвеевичу Гершковичу. 9 мая в заметках по сюжету появляется новое ответвление сюжета — бессмертный Иоанн-Агасфер блуждает по Аравии и оказывается у истоков ислама. Майская встреча братьев не состоялась, и работа встала почти до конца года. Впрочем, находясь на летнем отдыхе в Прибалтике, Аркадий Стругацкий пробовал разрабатывать сюжетные идеи, которые очень далеки от реализованных в окончательном тексте. В августе 1986 года А. Н. Стругацкий пытался разрабатывать романную биографию Иоанна-Агасфера, отказался от идеи связать его с манихейством и начал разработку исламского сюжета. В августе им были сделаны выписки из монографии Е. Беляева «Арабы, ислам и арабский халифат в раннее средневековье»; появилась и ссылка на статью академика В. В. Бартольда «Мусейлима». В этих выписках представлена пророчица Саджах Месопотамская и история её любви с Мусейлимой, причём все скабрёзности в оценках современников были заимствованы из монографии Беляева. В декабре 1986 года соавторы вчерне завершили всю историю жизни Иоанна на Патмосе и бытовую главу о жизни свиты Демиурга в диковинной его квартире. С начала 1987 года продолжилась разработка материала арабских глав.
В феврале 1987 года вновь обозначился творческий кризис: не складывалась убедительная концовка романа — записок Манохина. Соавторы решили ввести параллельную сюжетную линию персонажа, который поколеблет Демиурга в негативной оценке мира и его перспектив. 21 февраля была закончена глава о любви Раххаля-Иоанна (он заменил Мусейлиму) и Саджах, тогда же в рабочем дневнике появился «Учитель, проповедующий права людей, живущих в своё удовольствие и никому не мешающих». Эта сюжетная линия получила название «Сорок лет спустя». Во время творческой встречи в Репине в марте 1987 года соавторы за три дня разработали концепцию, в том числе продумав, какие эпизоды «ОЗ» связаны с параллельным повествованием. Аллюзия «Г. А. Носов — Га-Ноцри» оформилась далеко не сразу; учитель несколько раз менял имя. Автор дневника («Антииуда, верный ученик Носова») сначала упомянут как Лёва Матвеев, но эта отсылка к евангелистам и к Булгакову показалась слишком прямолинейной. К моменту начала написания черновика второй части он сделался Игорем Мытариным — мытарями (то есть сборщиками налогов) являлись автор одного из Евангелий и, соответственно, персонаж «Мастера и Маргариты». 19 марта Стругацкие написали введение «Необходимые пояснения». 1 апреля окончательно решилось, что часть от лица Мытарина должна быть подана в форме дневниковых записей. Подробный план всего романа до конца авторы завершили 20 мая. Вся оставшаяся работа по дневнику Мытарина была завершена 24 октября 1987 года. Черновик незавершённой части от лица Манохина датирован 22 ноября.
Рукописи романа сохранились. Записки Манохина — это 113 страниц без титульного листа, заглавия, эпиграфов и даты завершения. На каждой странице — многочисленные многоэтапные правки карандашом и ручкой прямо в машинописи, оборотная сторона страниц иногда сплошь исписана. Расположение глав отличалось от окончательного текста, отсутствовали номера и заголовки глав. Черновик дневника Игоря Мытарина был отдельной рукописью объёмом 69 страниц, на последней странице было указано: «24.10.87. Репино». Правка этого варианта велась не менее интенсивно. Завершив оба черновика, Стругацкие приступили к сборке текста для беловика. Схема вязки эпизодов («расфасовки» в терминологии Аркадия Стругацкого) датирована 23 ноября 1987 года. Работа над чистовиком началась с 18 декабря и шла в два захода вплоть до января 1988 года. Авторский чистовик в 205 страниц датирован 18 января 1988 года. Он существует в двух экземплярах, отличающихся правками.

### Публикация
К 1988 году предложения со стороны издательств и редакций журналов для Стругацких намного превышали спрос. Соавторы избрали для первопубликации журнал «Юность». В мартовском дневнике отмечено, что текст был принят «очень хорошо», начало публикации предполагалось в июне или июле на пять номеров. Редактор без уведомления авторов внёс в текст множество мелких правок с заменой или вычёркиванием отдельных слов, что даже привело Аркадия Стругацкого к написанию 5 апреля требования контроля автора над тем, в каком виде роман пойдёт в печать. Анонс «Отягощённых злом» последовал в № 3 журнала «Советская библиография», в котором были напечатаны две главы — разговор Демиурга с Агасфером Лукичом и встреча Манохина с Парасюхиным. Полный текст в «Юности» вышел трёхмиллионным тиражом в двух номерах — шестом и седьмом, то есть период от окончания рукописи до публикации занял полгода. В журнальном тексте было два существенных отличия от рукописи: из-за сумгаитского погрома в центральной прессе пытались замалчивать армяно-азербайджанский конфликт, и поэтому в «Юности» удалили призывы Марека Парасюхина к «окончательному решению армянского вопроса» (этот фрагмент не подвергался цензуре в «Советской библиографии»). Во-вторых, авторы ошиблись, приписав формулу «Потому и верую я, что это бессмысленно» блаженному Августину, а неточность была обнаружена, когда шестой номер журнала уже пошёл в типографию. Поэтому в следующем номере была сделана дописка к завершающим комментариям Мытарина в рукописи «ОЗ», не воспроизводившаяся позднее.
Первое книжное издание последовало в двухтомнике «Избранных произведений» 1989 года, вышедшем в издательстве «Московский рабочий». Эта же версия романа вошла в десятый том «белого» собрания сочинений издательства «Текст» 1994 года и воспроизводилась в собраниях сочинений 1996—1998 годов. Вариант, вышедший в серии «Миры братьев Стругацких», был плохо вычитан. Только при подготовке собрания сочинений издательства «Сталкер» в 2001 году была проведена работа по восстановлению текста из версии «Миров» — в частности, устранён разнобой имени-отчества и инициалов Мытарина: в журнальной публикации и части книжных он именовался «Игорь К.», тогда как его отчество, упоминаемое в тексте, было «Всеволодович». Полный вариант романа по авторской рукописи и с некоторыми правками Б. Н. Стругацкого был напечатан в 28-м томе полного собрания сочинений Стругацких группы «Людены» в 2020 году.

## Литературные особенности
Роман предваряется двумя эпиграфами. Первый приписан некоему «раскольнику Трифилию», якобы сжёгшему себя в 1701 году: «Из десяти девять не знают отличия тьмы от света, истины от лжи, чести от бесчестья, свободы от рабства. Такоже не знают и пользы своей». Историчность существования Трифилия неизвестна, сама же фраза построена по лекалам «Сказания Авраамия Палицына об осаде Троице-Сергиевого монастыря» (глава «Об ответном письме полякам и всем изменникам»). Второй эпиграф — из Евангелия от Иоанна (Ин. 18:10): «Симон же Петр, имея меч, извлёк его, и ударил первосвященнического раба, и отсек ему правое ухо. Имя рабу было Малх». По версии, изложенной в романе, ухо было отрублено не у Малха, а у Иоанна-Агасфера. Этот мотив, согласно концепции авторов, должен свидетельствовать о том, что всякая историческая правда спорна.

### Хронотоп
Американская исследовательница Ивонн Хауэлл утверждала, что действие обеих сюжетных линий романа проходило в Ташлинске, предлагая символическое истолкование этого названия. Вымышленный город можно понимать как соединение
Ташкента и Минска, то есть как символический микрокосм Советского Союза, с севера на юг и с востока на запад. Действие основной части рукописи «ОЗ» относится к условному «нашему» времени, преподносимому в дневнике Игоря Мытарина как исторический документ, отделённый от времени жизни Г. А. Носова сорока годами
В диссертации И. В. Нероновой выделены как минимум шесть пространственно-временных слоёв, когда осуществляется действие. Расчёт дат проводится по упоминанию в издании романа 2001 года:
1. 33 год — история смерти Назаретянина.
2. 73—96 годы — преображение Иоанна в Агасфера, история создания Апокалипсиса.
3. 633 год — история Раххаля, Муджжи ибн-Мурары и Саджах.
4. 1993 год — пришествие Демиурга.
5. 2033 год — история Г. А. Носова и Флоры.
6. 2073 год — комментарий Игоря Мытарина.

Волей соавторов Демиург поселился в реально существующем жилом комплексе, расположенном на Варшавской улице в Петербурге (архитекторы В. Н. Щербин, М. В. Сарри, Ю. М. Песоцкий), строительство которого велось в 1984—1986 годах. Напротив располагался дом, в котором с 1964 года проживал Борис Стругацкий. «Крыша была плоская, словно бы предназначенная для посадки воздушных кораблей будущего, фасад изукрашен провалами и изгибами сложной формы, прямоугольные тоннели висели над высоченными арками, — и для каких же, интересно, целей разрезали фасад узкие, до пятого этажа ниши? Неужто для неимоверно длинных и тощих статуй неких героев или страдальцев прошлого? И зачем понадобилось архитектору воздвигнуть на торцах удивительного дома совершенно крепостные башни, полукруглые и разной высоты?» На двенадцатом, последнем, этаже южной торцовой башни, в тринадцатом подъезде располагалась «трёхкомнатная по замыслу» квартира, лишённая обозначения, но по логике долженствующая иметь № 527.
Время в сюжетной линии Демиурга нельзя однозначно характеризовать ни как линейное, ни как циклическое, так как в квартире ничего не завершается и ничего не возникает. С момента появления Манохина за окном постоянно идёт снег с дождём и вечно продолжается один и тот же день — шестнадцатое ноября; только когда Агасфер Лукич приводит заинтригованного Г. А. Носова, ноябрь сразу сменяется датой 17 июля. В каждой новой главе рукописи «ОЗ» появляются новые посетители-прожектёры, но их сменяемость не приводит к качественным изменениям. Квартира № 527 лишена свойств дома как места защиты или пристанища (что подтверждается отсутствием номера на двери), Манохин воспринимает её как враждебное пространство. Фантасмагорическая реальность чужда герою, она становится причиной его одиночества и разочарования. Дверь в кабинет Демиурга всегда распахнута настежь, но за нею космический мрак, в котором «неохотно разгораются и сразу же гаснут белёсые огни». В известном смысле можно провести параллели между обителью Демиурга и булгаковской «нехорошей квартирой», однако отличий гораздо больше. Например, дом после сдачи под ключ стоит пустым, а трёхкомнатная поначалу квартира вмещает огромную галерею ярких, но эгоистичных персонажей, чья психология не ведает милосердия.
Предметный мир «Отягощённых злом», как обычно у Стругацких, конструирует сцену действия и подчёркивает странность и нелогичность событий, описываемых Манохиным. Например, подробнейшим образом (на три страницы) перечисляются вещи из Приёмной. Сами по себе они совершенно обыденны, но создают странные сочетания или приобретают пугающие свойства: например, постоянно меняется число телевизоров, которые включаются и выключаются собственной волей и сами выбирают себе программу. Соответственно, персонажи, поселившиеся у Демиурга, характеризуются через отношение к вещам. Претендующий на должность Зверя из моря Колпаков аскетичен, а радетель за судьбу Великороссии и последователь «святого Адольфа» Марек Парасюхин — любитель роскоши и излишеств. Напротив, в дневнике Мытарина упоминаемые предметы в основном служат созданию образа будущего: какие-то «синхролайтинги», «функи», втыкаемые в уши (что-то наподобие беспроводных наушников), персонаж популярного мультфильма Термократор, а рукопись Манохина Игорь называет «дневником какого-то древлянина». Ещё более чужда Флора со всеми атрибутами субкультуры: «„корневища“, — огромные пуховые лапти, выкрашенные в зелёное». Мытарин видит в первую очередь грязную и непривлекательную сторону Флоры, контрастирующую с поистине райским уголком природы, где обосновалось её стойбище, и упорядоченным миром социалистического Ташлинска.

### Художественный мир романа

#### Стратегия нарратива
Текст «Отягощённых злом» организован по принципу «роман в романе», в котором дневник Игоря Мытарина представляет естественный мир, соответствующий реальности в социальном, психологическом, физическом и других аспектах. Текст дневника многослоен, как так снабжён преди- и послесловием, написанными спустя сорок лет после описанных событий, а в тексте дневника помещены пояснения. В самом тексте подчёркнута нетождественность «забавного, трогательного, иногда жалкого юнца» дневниковых записей и публикатора-повествователя. Смысловые области разделены и внутренним содержанием: если в начале XXI века идеи Носова не разделяются обществом, то сорок лет спустя «имя Георгия Анатольевича Носова всплыло из небытия, и даже не всплыло, а словно бы взорвалось вдруг, сделавшись в одночасье едва ли не первым в списке носителей идей нашего века».
Двойственности романа-в-романе соответствует чередование ретроспективной и синхронной точек зрения нарратора. Игорь Мытарин в своих комментариях, «Необходимом предуведомлении» и «Необходимом заключении» занимает внешнюю ретроспективную позицию по отношению к описываемым событиям, обладая при том большим накопленным знанием. Последнее (как в повести «Волны гасят ветер») служит удостоверению предоставляемой рассказчиком информации. Повествователя внутренней части романа рукописи «ОЗ» установить вообще невозможно: то ли Манохин пересказывает истории Агасфера Лукича, то ли повествует сам Агасфер Лукич, то ли вмешивается другой нарратор, не являющийся действующим лицом описываемого мира. Единственным прямым указанием на Агасфера Лукича служит история о любви Раххаля и Саджах, которая излагается от третьего лица. Самое начало «Рукописи», в сцене разговора только что объявившегося Демиурга с Агасфером Лукичом, также идёт от неопределённого повествователя. Литературность текста входит в противоречие с обозначенной в заглавии «Рукописью», с её интимностью повествования, ориентированного обычно на разговорный стиль. Хотя формальным автором рукописи является Манохин, вводная сцена принадлежит не ему: обычно он сообщает лишь о том, чему был свидетелем лично, а никаких других персонажей рядом с Демиургом и Агасфером Лукичом нет.
Уральская исследовательница Н. Г. Северова выдвинула гипотезу, что метасюжетом романа является борьба различных представлений о «правильном» проживании жизни и на уровне метасюжета действуют два начала: эксцессное и исключительное. Под эксцессным понимается потребность переделывать мир насильственными средствами под собственные представления о нём. Эксцессное начало может быть скорректировано лишь исключительной личностью, героем, способным путём милосердия скорректировать эгоистическое природное начало.
Важнейшими лейтмотивами романа являются искажение и непонимание. Мотив искажения вводится при помощи анекдота о сталинской России: когда товарищу Сталину демонстрировали только что законченный фильм «Незабываемый 1919-й», вождь, приведя всех присутствующих в трепет долгим молчанием, ни на кого не глядя, произнес с напором: «Нэ так всо это было. Савсэм нэ так». «Фильм, впрочем, прошел по экранам страны с обычным успехом и получил все полагающиеся премии». Библейские и исламские сюжеты в рукописи «ОЗ» также вводятся отдельной (девятой) главкой, состоящей из одной фразы: «Так вот: не так всё это было, совсем не так». Изложение с позиций Агасфера Лукича и Иуды выявляет, что события в Евангелиях рассказаны «совсем не так». Невероятно искажена история создания Апокалипсиса: Прохор, «ученик» Иоанна-Агасфера, последовавший за учителем в ссылку, записывает его «откровения» (которые являлись на самом деле рассказами о мире будущего). Однако он оказался великим писателем и прирождённым мифотворцем: «Воображение у него было развито превосходно, и он с наслаждением и без каких-либо колебаний заполнял по своему разумению все зияющие дыры в рассказах и объяснениях пророка. Далее. Прохор изначально убежден был в том, что перед ним действующий пророк во плоти. Иоанн-Агасфер делился знанием, Прохор же записывал пророчества». В самом начале романа Мытарин также признаётся, что никогда не понимал хода и мыслей и действий своего учителя Г. А. Носова. Например, для него остаётся загадкой, какое значение может иметь переданная ему учителем «Рукопись». Другие ученики Носова также ничего не понимают. На всех уровнях повествования появляется мотив предательства: апостолы (в том числе Иоанн) предают Назаретянина, Муджжа ибн-Мурара предаёт своего правителя и пророка Масламу, лицеист Аскольд предаёт Г. А. Носова, не пожелав последовать за ним на защиту Флоры.

#### Этические тупики дневника Мытарина
Персонажи, действующие в дневнике Мытарина, организуются вокруг базового конфликта вокруг субкультуры Флоры. Флора деиндивидуализирована, представлена она фигурой «нуси» (главного идеолога и сына Г. А. Носова) и рядового «куста» (сленговое обозначение), который принёс злые вести. Георгий Анатольевич категорично заявляет, что подростки и молодые люди «не бегут во Флору, они образуют Флору. Вообще они бегут не „куда“, а „откуда“. От нас они бегут, из нашего мира они бегут в свой мир, который и создают по мере слабых сил своих и способностей. Мир этот не похож на наш и не может быть похож, потому что создаётся вопреки нашему, наоборот от нашего и в укор нашему». Флора аксиологически противопоставлена Ташлинску XXI века: если для советских людей основную ценность представляют труд, достойная жизнь, то для фловеров материальные ценности интереса не представляют. Нуси, проповедуя невмешательство, говорит: «Чем большего ты хочешь, тем больше ты мешаешь другим, а значит, Флоре, а значит, себе». Окружающие воспринимают фловеров как грязных наркоманов, развращающих городскую молодёжь; неудивительно, что Игорь, посещая «стойбище», с удивлением фиксирует в дневнике, что «в большинстве своём я видел молодые славные лица — никакой патологии, никаких чирьев, трахом и прочей парши, о которых столько толкуют флороненавистники, и, конечно же, все они разные, как и должно быть». «Флороненавистниками» выступают власти: мэр, начальник милиции, инструктор гороно и сама заведующая гороно Ревекка Самойловна Гинсблит (Гонтарь в ряде изданий) — и даже ученик Носова Аскольд. По-видимому, только Носов и понимает, что будущее, которое олицетворяет Флора, пугает потому, что оно «не такое, как надо». Мытарин удивляется, что учитель не считает фловеров падшими и вообще не делит социальные явления на «плохие» и «хорошие». Причина в том, что учитель видит не дальше, а глубже окружающих: акция против Флоры корёжит души самих горожан. «…Самую позорную страницу в своей жизни они представят себе как самую героическую и, значит, изувечат свою психику на всю оставшуюся жизнь». Эпиграф из Евангелия задаёт тему милосердия, когда Иисус сказал Петру: «Вложи меч в ножны…». Носов говорит Ревекке, что исповедуемая ею человечность состоит из одних принципов, «вся расставлена по полочкам, там у вас и человечности-то не осталось — сплошной катехизис». Подлинная же человечность превыше любых принципов, в том числе принципов, проистекающих из самой человечности.
Эпиграф задаёт и евангельские параллели: Г. А. Носов («Га-Ноцри») оказывается проекцией Первоучителя — Иисуса Христа, как и его лицеисты-ученики — проекцией апостолов. Лицеисты совершенно не убеждены в правоте Георгия Анатольевича и яростно спорят, прав он или нет. В этом отношении (как отмечал и Вадим Казаков) декларации ташлинских «отцов города» повторяют действия и слова начальства из «Гадких лебедей»: объективно способствуя строительству будущего, они категорически не готовы к его «жестоким чудесам».

#### Многомерность рукописи Манохина
Художественное пространство рукописи «ОЗ» мифологическое или, точнее, неомифологическое. Это подчёркивается странной гротескной обстановкой причудливого дома и даже описаниями внешности Демиурга и Агасфера Лукича. Демиург волен по своему усмотрению изменять пространственные, временны́е характеристики реальности, свойства человека и продолжает творить миры во время повествования. Например, по просьбе Мордехая Мордехаевича он создал мир-эксперимент, в котором некий «громобой» наказывает нарушителей этики электрическим разрядом и в котором крайне неудачно оказался именно Манохин, не вовремя пошедший в магазин. Проблема Демиурга в том, что он ограниченно всемогущ, что объясняет Агасфер Лукич: «Когда умеешь все, но никак, никак, никак не можешь создать аверс без реверса и правое без левого… Когда все, что ты умеешь, и можешь, и создаёшь доброго, — отягощено злом?..»
Персонажи, группирующиеся вокруг квартиры Демиурга, неизменно связаны и с астрономом-повествователем Манохиным. В первую очередь, это сами Демиург и Агасфер, принявшие его на службу, — существа всемогущие, явно «не от мира сего», наделённые разными сверхъестественными качествами и способностями. Во-вторых, это социальные прожектёры, чьими вариантами спасения человечества по той или иной причине заинтересовался Демиург, оставляет их при себе и даже создаёт «экспериментальные миры» по их запросам. Непосредственно в главах «ОЗ» действуют Марек Парасюхин, Гершензон-Гершкович, педант Колпаков, а также только упоминаемые в речах персонажей «неописуемая Селена Благая» и милиционер Спиртов-Водкин. В третьей группе оказывается один только Г. А. Носов, истинный Человек с большой буквы, «великий терапевт», которого ищет Демиург. Четвёртую группу составляют посетители Демиурга и Агасфера, наибольшее внимание из которых уделено Иуде и Муджже ибн-Мурраре. Особую роль в повествовании «ОЗ» составляют сюжеты и персонажи второго уровня, связанные с историей Иоанна-Агасфера. Агасфер Лукич бессмертен и всезнающ, и именно из его рассказов предстают события зарождения величайших мировых религий — христианства в Римской империи I века и ислама в Аравии VII века. Любимым хобби Агасфера является коллекционирование человеческих душ, которые он иногда попросту покупает. Две тысячи лет назад Демиург был скромным Рабби, исполненным любви и всепрощения, а Агасфер был буйным разбойником Иоанном. Позднее, когда Иоанн не по своей воле обрёл бессмертие, он обменялся личностью со своим учеником Прохором, написавшим Апокалипсис. В Аравии, уже после смерти Пророка, Иоанн-Агасфер-Раххаль оказывается связан с Муджжей-ибн-Мурарой, погубившим прекрасную и страстную Саджах, любви которой он не в силах забыть спустя много веков.
Пространства дневника Мытарина и рукописи «ОЗ» взаимопроницаемы. Демиург способен расширять и искажать законы пространства и времени, поэтому в прихожую иных персонажей просто заносит. Неизвестным образом среди ночи появляется в прихожей Муджжа ибн-Мурара, давая повод к началу «арабской» истории. Сам Агасфер Лукич дважды оказывается в Ташлинске и в конце концов приводит Г. А. Носова в Приёмную Демиурга. Персонажи постоянно двоятся: в дневнике Мытарина учителей оказывается двое — помимо самого Г. А., его сын-«нуси». В рукописи Манохина он лично общается с Демиургом, который одновременно Рабби воспоминаний Иоанна-Агасфера. Предателями оказались Иуда и Пётр, а также Муджжа, погубивший Мусайлиму и Саджах. Предателями в XXI веке оказались чуть ли не все жители Ташлинска — почти весь город был его учениками или учениками учеников. Самыми близкими и любимыми оказались Иоанн и Игорь Мытарин, но даже они не были способны понять учителя.

### Роман-апокриф и его претексты

#### Стругацкие, советская литература и религия
Критик Виктор Топоров утверждал принципиальную «советскость» творчества братьев Стругацких, которым удалось «делегировать» фантастику в большую литературу. Для советских писателей принципиально важным был самодостаточный атеизм коммунистического идеала, и попытка уйти от него в «Отягощённых злом» носила чисто спекулятивный характер. Филолог Екатерина Суровцева (Московский государственный университет) также отмечала, что роман «Отягощённые злом» написан с чисто атеистических позиций и рассматривает Христа только как учителя нравственности; в тексте романа есть и прямые антихристианские высказывания. Писатель-фантаст Сергей Лукьяненко на страницах журнала «Фома» специально поднял вопрос отношения верующих к Стругацким и самих Стругацких к вопросам веры. По словам Лукьяненко, «Стругацкие о Боге упорно молчали. Да, они были атеистами — не воинствующими, конечно, но Бога они уверенно вынесли за скобки. В мире их книг Бога нет, и более того — Он там смотрелся бы странно». В этом плане «Отягощённые злом, или Сорок лет спустя» выделяются в их творчестве, но и здесь религиозный материал оказывался «даже не фоном, а предметом разговора».
Татьяна Рыбальченко (Томский государственный университет) рассматривала роман Стругацких в широком литературном контексте «потаённой» позднесоветской литературы, произведения которой стали доступными читателям практически одновременно в 1986—1989 годах: Б. Л. Пастернак «Доктор Живаго» (1956, опубликован в 1988), Ю. О. Домбровский «Факультет ненужных вещей» (1975, опубликован в 1988), Ф. Н. Горенштейн «Псалом» (1975, опубликован в 1986), В. Ф. Тендряков «Покушение на миражи» (1982, опубликован в 1989), Ч. Т. Айтматов «Плаха» (первая публикация в 1986 году в журнале «Новый мир» № 6, 8, 9), А. Ким «Отец-лес» (1989). Эти романы объединяет не только метод познания современности через проекцию библейских сюжетов, но и светско-атеистический характер осмысления религиозных сюжетов: все перечисленные произведения отражают ренановскую традицию восприятия евангельских событий и персонажей как исторических, сложившуюся в русской литературе конца ХIХ — начала XX веков. Наиболее сильное воздействие на писателей позднего СССР оказал булгаковский роман «Мастер и Маргарита». Если в «Докторе Живаго» применялся принцип аллюзивного наложения евангелического подтекста на коллизии современной истории, то Булгаков применил контаминацию библейских сюжетов с сюжетами современности. Евангельские сюжеты не сводятся к вставным сюжетам: в «Отягощённых злом» мотивы и персонажи Писания нарушают реалистическую детерминированность сюжета. В том же контексте политолог Александр Неклесса констатировал наличие у Стругацких атеистической метафизики, постулирующей не бессмертие души, а триумф духа над природой и вечной молодости мира. В литературном выражении из этого проистекает магический реализм (гипостазис универсального идеала). Знание перестаёт быть средством познания истины, обращаясь в технологию, ориентированную на могущество: «знание — сила», «познание как власть», «педагог как священник», «учёный как демиург» — credo Мира Полудня, характерное для духа русского космизма. Манохин, договорившись с Демиургом о внесении изменений в строение вселенной, осуществляет именно практический акт пользования всемогуществом: если природа могла быть устроена именно так, как об этом написал астроном, почему бы не привести её в соответствие с теорией, если есть желание и соответствующие возможности.
Демиург Стругацких не похож на Христа-человека Ренана. В изображении Аркадия и Бориса Натановичей это разочаровавшийся Космократ, обладающий сверхчеловеческими возможностями, но усомнившийся в сотворённом высшей силой и людьми мире и ставший ближе к Люциферу в плане скепсиса по отношению к божественному созданию. Его явление на Землю не является Страшным судом: творцу захотелось отыскать совершенного человека, но вотще. Идеалы и проекты натыкаются на несовпадение замысла и его воплощения, что разрушает любые утопические проекты. Объяснение отчаяния Демиурга изложено его помощником-трикстером Агасфером Лукичом. Спаситель и Учитель-Рабби в романе сделался Демиургом, осознающим несовершенство своего творения и самого себя. Он не карает людей, пришедших к нему, но развенчивает их заветные мечты, отчего люди, утратив иллюзии, теряют и смысл существования. Откровения всезнания, полученного Иоанном-Агасфером, были искажены его учеником Прохором, а значит, исказили учение Рабби, вернули страх перед наказанием во время мстительного второго пришествия Учителя. Ни иллюзии, ни страх не помогли создать идеальный мир людям, чья свобода разума несоразмерна бытию, а потому отягощена злом.
В ситуации романной «современности» в Ташлинске явился учитель, чья идея усовершенствования близка идеям Христа-Рабби. Это Г. А. Носов — «Га-Ноцри», который осознаёт несовершенство цивилизации: даже его собственный сын стал гуру субкультуры «фловеров», детей цветов, отказывающихся от созидания реальности. Фловеры обращаются к растительному принципу жизни в случайности и без цели, духовные обоснования отказа от цивилизации их гуру чужды большинству, как и идеи Рабби были чужды иудеям. Сами Стругацкие «оценивают отказ от разумного созидания материальной, социальной и духовной жизни как крах идеи личности, отказ от человеческой сущности — быть разумным и созидающим существом». При этом Стругацкие отвергают насильственное возвращение человека к миссии творца, но демонстрируют свободное обретение личностью универсального этического сознания. Носов потому и терпит поражение, не понятый ни обществом, ни учениками. Желание приблизить действительность к идеалу приводит к соблазну привлечь надчеловеческую силу, поэтому Носов появляется в приёмной Демиурга.
В «Отягощённых злом» своеобразно трактуется история. Космогенез привёл к появлению хаотичной материи, которая упорядочивается разумом, необъяснимо возникшим во Вселенной. Даже сверхчеловеческая сила у Стругацких — не Бог, а Демиург: по гностическим представлениям, амбивалентное начало, нераздельность Добра и Зла. В приложении к человеческой истории, после гибели Рабби было утрачено понимание невозможности достижения абсолютной гармонии и закрепилась вера в чудесное внеприродное существование человека, не требующая созидательной деятельности. То есть истинные законы бытия требуют прагматической этики, обосновывающей движение к абсолюту при осознании его недостижимости. Напротив, по мере хода веков меняются вероучения, требующие достижения идеала: христианство обновляется исламом, затем позитивистским идеалом неизбежного созидания второй природы. Это приводит не к совершенствованию, а к историческому самоутверждению либо отказу от созидания, так как фловеры всё равно являются носителями позитивистского сознания, только негативного, скептического.
Филолог Надежда Бирюзова отмечала, что Стругацкие, используя мотивы Второго пришествия Христа, будучи атеистами, лишили его Воскресения — кульминационного залога и начала нравственного обновления мира. Отрицание существования Бога автоматически означает отсутствие абсолютных ценностей. Стругацкие переосмыслили и заново сконструировали эпизоды Второго пришествия как конкретно-историческую форму существования. Использовав мифологическое повествование как готовую формулу, Стругацкие использовали Пришествие как инструмент анализа явлений окружающего мира. При этом писатели оставались в русле классической литературной традиции — утверждения ответственности человека за свою деятельность и необходимости страдания и душевного переживания для пробуждения к свету, катарсису. Однако при этом они последовательно проводили десакрализацию христианского идеала и нравственно-эстетических ценностей. С точки зрения Н. Бирюзовой, в романе оказалось три Христа: пришедший в древний Иерусалим Рабби, преисполненный сознания Воли Божьей; озлобленный Демиург советских 1980-х годов, для которого не существует ни радости, ни любви; и Учитель XXI века Г. А. Носов — созидающий Мастер. Стругацкие последовательно рассматривали человека как вместилище всех смыслов мира. Метафизическая уникальность человека состоит в том, что он не только соединяет небо и землю, но и является проводником между мирами. Способность человека распоряжаться кодом Вселенной, заложенным свыше, определяет дальнейшую судьбу мира.

#### Гностицизм, христианство и Вечный жид
Ивонн Хауэлл в своей диссертации 1994 года характеризовала предпринятый Стругацкими эксперимент со включением религиозных претекстов крайне необычным. Несмотря на проводимую в течение трёх поколений политику государственного атеизма, среди потенциальных читателей «Отягощённых злом» было достаточно тех, кто мог бы опознать евангельскую историю и оценить авторскую игру со смыслами. Однако соавторы воспользовались менее знакомыми читателям источниками и культурными блоками. Исследовательница утверждала, что ключом к пониманию необходимости евангельских и исламских реминисценций явилась начальная сцена из дневника Мытарина, в которой он с Г. А. впервые посетил стойбище Флоры. Описывая, как некая парочка фловеров занялась совокуплением прямо во время проповеди недеяния, герой-описатель цитирует исследование приматолога Джорджа Шаллера. Это не единственная отсылка подобного рода, так как всё романное действо заполнено сериями аллюзий. Одна из этих серий посвящена противоречию между материалистическим (биологическим) и духовным определением человека. В рукописи «ОЗ» это дополнительно даёт контраст между научным дискурсом (Манохин — астрофизик) и гностицизмом, на системе образов которого построена история Демиурга и Агасфера. В основе всех систем гностических верований лежит первичность трансцендентного человеческого знания (получаемого через мистическое и эзотерическое откровение) и представление о том, что зло свойственно всей материи. Гностический мотив сразу заявлен в заглавии романа и предисловии Игоря Мытарина, удостоверяющего историю рукописи «ОЗ».
Согласно И. Хауэлл, гностические мотивы явно прослеживаются в притче о жемчужине и связи жемчуга с хобби Иоанна-Агасфера — коллекционированием человеческих душ. Собственно, в притче Евангелия от Матфея (Мф. 13:45-46) Царство Небесное уподобляется редкостной жемчужине, ради обладания которой купец продал всё, что имел. Последователи Христа должны были отказаться от всего ради величайшего дара. В одном из гностических текстов («Деяния Фомы») имеется «Гимн жемчужине», в котором содержится похожий сюжет. Жемчужину сторожит огромный змей, и только герою притчи удаётся усыпить его и завладеть драгоценностью. Змей — это уроборос, а жемчужина — божественное начало, утаённое от большинства земных обитателей. Стругацковская версия этой притчи подана с «псевдонаучной объективностью» и начинается с энциклопедического объяснения, что такое моллюск-жемчужница. Про жемчуг говорится с сугубо утилитарных позиций. Далее выясняется, что Агасфер — он же апостол Иоанн — обнаруживает гностическую аналогию между жемчужиной и человеческой душой и совершает первую сделку с покупкой «тени», которая всё равно бесполезно отправится на берега Стикса.
Евангельская история сразу заявлена одним из двух эпиграфов к роману. Один из основополагающих мотивов легенды о Вечном жиде — мотив оскорбления, нанесённого Спасителю неким служителем первосвященника (Ин. 18:22), которого в последующей традиции стали отождествлять с первосвященническим рабом Малхом. Оскорбивший Христа был обречён странствовать до Второго пришествия. В предании об Иоанне Богослове также говорится, что апостол никогда не умирал. Оставался один шаг до соединения легенды о вечном ожидании Страшного суда с Вечным жидом. Этот пласт, однако, представлен в романе на сатирико-фантастическом уровне, и Агасфер Лукич сделался шутовским персонажем, наподобие Бегемота в «Мастере и Маргарите». В Ташлинске он выдаёт себя за страхового агента и вселяется в комнату астронома в гостиницу-общежитие при Степной обсерватории. Впоследствии, проживая вместе с Манохиным и другими служителями Демиурга в коммунальной квартире, Агасфер развлекает их разнообразными историями о своём прошлом в Палестине и в ссылке на Патмосе, превращёнными в рукописи астронома в речь, записанную от третьего лица.
По подсчётам И. Нероновой, в «Отягощённых злом» присутствуют пять эпизодов с участием евангельских героев. Собственно евангельский сюжет касается одного Иуды с его версией истории Тайной Вечери и последующего вплоть до бегства Петра и начала истории Иоанна-Агасфера. Иисус Христос в тексте романа именуется чаще всего Назаретянином или Рабби. О божественности Христа не упоминается совсем, и трансцендентную сущность он проявляет уже в образе Демиурга, который Стругацкими показан с точки зрения арианско-манихейских представлений об ограниченном всемогуществе Творца и отягощённости его порождений злом. Кроме того, эпиграф к роману отсылает ещё и к гностической иерархии миров, в череде которых Творец мира сущего, Демиург, оказывается всего лишь одной из низших надмирных инстанций, но как раз той, которая озабочена взращиванием расы духовных существ, могущих преодолеть свою «отягощённость злом». Косвенно на роль Демиурга указывает и его именование: в самом начале Яхве — Богом Отцом, а в исламских главах Рахманом. В статье В. В. Бартольда, которая служила для авторов основным источником, отмечено, что Бога Израилева так называли евреи в период складывания Талмуда, а в Йемене такое название употребляли и христиане в формуле Троицы для обозначения Бога Отца. Демиург явно воплощает ветхозаветную традицию: скор на расправу, не склонен к проявлениям любви и милосердия и даже праведников в глазах своих возвышает, но не любит.

#### Иуда и Рабби
По мнению филолога С. Ю. Толоконниковой, претекстом линии Иуды в «Отягощённых злом» являлась повесть Л. Андреева «Иуда Искариот». В сценах с участием Иуды (они же посвящены фигуре Рабби — Назаретянина) фигурируют апостолы Иоанн, Пётр и Фома, как у Андреева. В принципе можно говорить, что Стругацкие активно использовали андреевскую традицию, хотя и полемизируя с ней. Выражено это в том, что характеристики апостолов и самого Иуды не имеют аналогов. Иуда в изображении Стругацких — слабоумный «дрисливый гусёнок» лет примерно шестнадцати, что совершенно не стыкуется ни с евангельским прототипом, ни с Иудой у Булгакова (который красив и по сути своей не злодей, просто слабый человек), ни с андреевским образом. Единственное, что объединяет все три литературные трактовки, — принятие обыденной человеческой природы Иуды. Различия коренятся в том, что у Булгакова он глуп, у Андреева в буквальном смысле дьявольски умён, а у Стругацких — это несчастный дебил (в медицинском смысле): «Ничего не было для него в этом мире. Ни еды. Ни женщин. Ни дружбы. Ни даже простого доброго слова…» В известном смысле это сниженный параллелизм трактовке Андреева, у которого Иуду не любил даже Иисус: Иуду презирали, хотя и боялись. Оба Иуды любили своего Учителя: андреевский — самоотреченно, с надрывом; у «дрисливого гусёнка» Рабби был единственным, кто отнёсся к нему с теплотой: «Рабби положил руку ему на голову, узкую чистую руку без колец и браслетов, и он почему-то сразу понял, что эта рука не вцепится ему в волосы и не ударит его лицом о выставленное колено. Эта рука источала добро и любовь. Оказывается, в этом мире ещё оставались добро и любовь». Сохранилось у Стругацких и показанное Андреевым соперничество между Иоанном и Петром за право считаться любимым учеником, победителем в котором остался Иоанн. При этом все сцены с Иудой и Рабби начисто лишены патетики, которая вообще несвойственна творчеству поздних Стругацких. В этом они близки постмодернизму, с которым их роднит стремление иронически, иногда пародийно или по принципу шока пересматривать сложившиеся мифы и штампы, традицию вообще. Тем не менее, как и у древних еретиков-гностиков и Андреева, у Стругацких ядро евангельского повествования остаётся нетронутым: Иуда, пусть жалкий и слабоумный, является проводником Провидения, того, что должно случиться. У Андреева он совершает предательство Христа сознательно, приняв венец, а у Стругацких это ничего не понимающее орудие, не имеющее отношения ни к добру, ни к злу. В сущности, он последний из людей, глупый настолько, что даже не понял, что сделал и в чём его обвиняют. В сцене с поцелуем, по мнению С. Толоконниковой, Рабби просил прощения у Иуды за те муки, которые несчастный претерпел в скором будущем. У Андреева миссия Иуды высока, он сам считает себя братом Иисуса; у Стругацких до того, как он вновь попал к Демиургу, Иуда, очевидно, страдал, и тем ужаснее, что бессмысленно. Только где-то в будущем Агасфер Лукич (Иоанн) скажет ему: «Подбери сопли. Все давно прошло и забыто. Пошли. Он хочет тебя видеть». В некотором смысле постмодернистская профанация образа Иуды привела не только к его очеловечиванию, но и становлению «нищим духом», достойным Царства Небесного.
Трактовка Иисуса Христа только как учителя привела Стругацких к нестандартной модели рассмотрения Его образа (изложение от лица Агасфера Лукича):

Конечно же, Он все знал заранее. Не предчувствовал, не ясновидел, а просто знал. Он же сам все это организовал. Вынужден был организовать.

«Осанна». Какая могла быть там «осанна», когда на носу Пасха, и в город понаехало десять тысяч проповедников, и каждый проповедует свое. Чистый Гайд-парк! Никто никого не слушает, шум, карманники, шлюхи, стража сбилась с ног… Какая могла быть там проповедь добра и мира, когда все зубами готовы были рвать оккупантов и если кого и слушали вообще, то разве что антиримских агитаторов. Иначе для чего бы Он, по-вашему, решился на крест? Это же был для Него единственный шанс высказаться так, чтобы Его услышали многие! Странный поступок и страшный поступок, не спорю. Но не оставалось Ему иной трибуны, кроме креста. Хоть из обыкновенного любопытства должны же были они собраться, хотя бы для того, чтобы просто поглазеть, — и Он сказал бы им, как надо жить дальше. Не получилось. Не собралось почти народу, да и потом невозможно это, оказывается, — проповедовать с креста. Потому что больно. Невыносимо больно. Неописуемо.
Христианская традиция совершенно иначе трактует распятие Иисуса Христа — как принесение в жертву Сына Божьего во искупление грехов человечества. Это конечная цель Его пребывания на земле, и Он, зная о том, что предстоит, поддался слабости и молился в Гефсиманском саду «Да минует меня чаша сия». Для романного Назаретянина распятие — лишь крайнее средство достучаться до людских сердец проповедью добра и мира или хотя бы повод для людей задуматься. Именно поэтому Рабби долго и терпеливо разъяснял Иуде, куда ему следует пройти и кому сказать, что нужно сделать, и не успокоился, пока тот в третий раз подряд правильно и без запинки повторил приказание. Предательство оказалось исполнением воли любимого Рабби, и рассказ об этом вложен в уста самому дурачку Иуде. Даже пресловутые серебряники отбирает у Иуды «положительный» Пётр, что несообразно ни с какими трактовками евангельского повествования. Вообще через восприятие слабоумного Иуды апостолы были показаны только в бытовом ключе, и это крайне неприятные фигуры: Иоанн — «опасный», не расстаётся с кинжалом; Фома — «ядовитый, как тухлая рыба»; Пётр же спесив, «ежеутренне пристаёт с нравоучениями, понять которые так же невозможно, как речи Рабби, но только Рабби не сердится никогда, а Петр только и делает, что сердится да нудит». Иными словами, евангельская история получает рациональное и этико-психологическое, «гуманитарное» объяснение. Роль Учителя полностью утрачивает сакральность и может быть охарактеризована как «парадигматически продуктивная».

#### Исламский апокриф
Одним из необычных претекстов «Отягощённых злом» является история лжепророка Мусайлимы, основанная на статье В. В. Бартольда, впервые вышедшей в свет в 1925 году. Исламской истории посвящены три главы рукописи «ОЗ», вводимых внезапным ночным вторжением в квартиру араба из VII века и битвой между ним и Агасфером Лукичом не на жизнь, а на смерть. В статье академика Бартольда на основе крайне скудных источников восстанавливается история отпадения от ислама, охватившего Йемаму после смерти пророка Мухаммеда. Мусайлима, видимо, был одним из конкурирующих пророков единобожия, стоя во главе оседлого племени бену-ханифа. Он попытался заключить союз с «лжепророчицей» Саджах, причём один тенденциозный источник характеризовал союз Мусейлимы и Саджах как распутную связь, а их свадьбу как оргию. Именно эту версию избрали Стругацкие, полностью измыслив все подробности, стилизовав их под арабскую поэзию. Например, все источники свидетельствовали, что Саджах не участвовала в битве при Акрабе в 634 году, когда Мусайлима был разгромлен и погиб. Бартольд также сообщал, что Мусайлима проповедовал образно, с использованием необычных слов, иногда в форме кратких притч, изложенных ритмической прозой (садж). Академик цитировал некоторые из саджей, использованные Стругацкими дословно. Муджжа ибн-Мурара, по Бартольду, в битве при Акрабе возглавлял малый отряд войск Мусайлимы и предал лжепророка, оставшись единственным выжившим из его людей.
Манохин познакомился с Муджей ибн-Мурарой однажды, когда все обитатели квартиры Демиурга проснулись от криков, что «рабу не дано сражаться, его дело — доить верблюдиц и подвязывать им вымя». Агасфер Лукич, тем не менее опознанный пришельцем, предстал без накладного уха и с поясницей, обмотанной чёрным шерстяным платком. Он отвечает не менее экзотической цитатой, непонятной Манохину (и читателям), но вполне ясной посетителю: «Свои пашни обороняйте, ищущему милости давайте убежище, дерзкого прогоняйте! Почему ты не говоришь мне этих слов, Муджжа ибн-Мурара?» И. Хауэлл сопоставила цитаты с оригиналом у В. В. Бартольда. В статье речь идёт о том, что племя бену-ханифа, жившее в Йемаме, было земледельческим и враждовало с соседями-скотоводами. Указанный текст был частью проповеди Мусайлимы, прославляющей его подданных-земледельцев. Муджжа ибн-Мурара, предавший после Мусайлимы и своего нового правителя — Мухаммеда, желает добиться приёма у Демиурга, который для него Рахман — мусульманский Бог милостивый, милосердный, чтобы получить прощение грехов. Диалог Агасфера-Раххаля с Муджжей выглядит как «фантастическая смесь из непонятных (вначале) исламских клятв, экзотики в стиле „Тысячи и одной ночи“ и преувеличенной жестокости». Муджа угрожает Раххалю, тот отвечает, что напустит на вторженца ифритов и джиннов (в их образе пародийно предстают остальные обитатели коммуналки). Наконец араб использует запрещённый приём: напоминает, что давным-давно его предала роковая женщина Саджах по наущению самого Муджжи ибн-Мурары, «чтобы дьявол Раххаль, терзаемый похотью, покинул войско Мусейлимы». После этого Агасфер спокойно убивает его, а затем долго рыдает о навсегда потерянной для него любви: Саджах была казнена византийским пресвитером.
Согласно И. Хауэлл, содержание претекста в романном действии не имеет значения: авторы всецело воспользовались формой. В статье Бартольда Мусайлиму укоряют в обмане, ибо Бог-Милостивый являлся к нему в темноте, тогда как Мухаммед отождествлял Бога со светом. У Стругацких тьма использована для характеристики мифологического пространства. Муджа ибн-Мурара стоит на пороге между прихожей и приёмной Демиурга. Дверной проём размыт, разделяя свет в комнате и темноту за ним там, где должна была располагаться лестничная площадка. Пол прихожей покрыт зелёным линолеумом (советский быт XX века), а посетитель стоит на «роскошном цветастом ковре» из Аравии VII века, угол которого вываливается за порог, на линолеум.

#### «Мастер и Маргарита» — претекст «Отягощённых злом»
В конце жизни Б. Н. Стругацкий категорически отрицал любую связь «Отягощённых злом» и «Мастера и Маргариты», утверждая, что соавторы отталкивались от принципиально иной, чем у Булгакова, идеи и вовсе не собирались ни «соревноваться», ни «даже полемизировать». Тем не менее множество критиков, в том числе сразу после выхода книги в свет, восприняли перекличку двух романов — Булгакова и Стругацких — как данность. В 2014 году по материалам диссертации З. Г. Харитоновой вышла монография, почти вся первая глава которой посвящена формам диалога Стругацких с Булгаковым на материале «Отягощённых злом». Ранее исследовательница отмечала, что «влияние творческого опыта М. А. Булгакова на авторов романа „Отягощённые злом“ может выявить даже неискушённый читатель». Заголовочный комплекс романа Стругацких свидетельствует об общности тематического комплекса, композиционных особенностей, героев и сюжетной ситуации. В некотором смысле текст Булгакова «уточняет» текст Евангелий, текст Стругацких использует текст Булгакова как основу для построения новых «вариантов» на этой «парадигматической» основе.
В самом начале романа герой-повествователь Игорь Мытарин заявляет о существовании двух текстов, которые будут чередоваться в ткани повествования: это дневник самого Мытарина и текст, предположительно созданный учёным Сергеем Манохиным. Хотя о параллелях с «Мастером и Маргаритой» прямо не говорится, далее Демиург открытым текстом сопоставляется с Воландом. Параллелизм сюжетов в «Отягощённых злом» представлен не фрагментарно, как в романе М. А. Булгакова, а отрывочно: текст одной рукописи может обрываться буквально на середине фразы, и продолжение прерванного фрагмента появляется намного позже. Например, девятнадцатая глава рукописи «ОЗ» начинается с фразы «Остров Патмос на поверку оказался довольно оживлённым местечком», но этот заголовок отделён от основного текста девятью страницами дневника Мытарина от утра 19 июля. Если у Булгакова фрагментарность не мешает композиционной стройности целого, то в романе Сругацких отрывочность проявляется на уровне всего художественного построения, несмотря на наличие введения и послесловия. У Булгакова художественный эффект проявляется за счёт контрастных по стилю «московских» и «ершалаимских» глав, в которых именно современность решена как фантасмагория, а прошлое выписано предельно реалистично, с максимальной степенью конкретно-исторической детализации. В «Отягощённых…», напротив, фантасмагоричны именно древние главы, вплетённые составной частью в рукопись «ОЗ». Манохин как «личность историческая» в этом контексте прямо отсылает к Мастеру — историку по профессии и призванию. Структура рукописи «ОЗ» чрезвычайно сложна, включая множество текстов: главы о Демиурге и его свите, повествование об Иоанне-Агасфере, куда вплетена история Иуды, и «исламские» фрагменты. Все они объединены фигурой Агасфера Лукича. В повествовании о Демиурге переклички с булгаковским «Мастером и Маргаритой» обнаруживают себя уже при характеристике самого места действия — «Нехорошей квартире». Стругацкие полностью задействовали возможности этого приёма: сочетание необычайного, фантазийного и обыденного присуще описанию самого дома, где находилась квартира без номера, выходившая окнами на проспект Труда. При её описании Стругацкие «словно решили воплотить мечты советских граждан эпохи тотального дефицита». Подробные перечисления предметов создают аллюзивные отсылки к Мастеру и его роману, например упоминания «Словаря атеиста», книжных муляжей и примуса.
В известной степени московские главы романа Булгакова и главы рукописи «ОЗ» роднит атмосфера карнавализации. Сцены подписания Агасфером Лукичом «Передаточного акта» на душу шофёра Грини многими деталями напоминают «коровьевские штуки», включая столь колоритную деталь, как портфель Никанора Ивановича Босого, только здесь он передан «противоположной стороне». Именно в этой главе встречается и прямая отсылка к гоголевским «Мёртвым душам», когда некий «товарищ Суслопарин» предложил в «бездонный портфель Агасфера Лукича» «всех своих непосредственных подчинённых с чадами и домочадцами». В главах, действие которых происходит в античности, карнавализация проявляется в ничуть не меньшей степени. Шутам позволено кощунственно смеяться над священным, переворачивать существующий порядок с ног на голову. На протяжении всего действия с Агасфером Лукичом связан мотив искусственного уха, которое он то забывает, то теряет, то кладёт на ночь в алхимический сосуд. Однако именно ухо Иоанна-Агасфера связует воедино евангельский первоисточник, «древние» и «современные» главы романа. Впервые оно заявлено на уровне эпиграфа из Евангелия от Иоанна, а далее выясняется, что ухо во время отчаянной попытки отбить Рабби отрубили именно Иоанну-апостолу. Наконец, в «современных» главах манохинской рукописи мы узнаём, что «вечный» Агасфер Лукич обзавёлся «искусственным ухом». Подобные «превращения» (отдалённо напоминающие приключения гоголевского майора Ковалёва, потерявшего свой нос) вполне в духе законов карнавала. Если проводить параллели с романом Булгакова, выясняется, что карнавал в «Мастере и Маргарите» имеет чётко обозначенные границы, ибо связан исключительно с действиями свиты Воланда в московских главах. Ни в сюжете о любви Мастера и Маргариты, ни в истории об Иешуа карнавальность себя не проявляет. У Стругацких же карнавальный мотив подмены ощущается на протяжении почти всего романа. Несоответствия касаются самых разных персонажей. В этом плане показательна фигура фашиста Марека (Марка Марковича) Парасюхина, который явился к Демиургу с проектом «полного и окончательного решения национального вопроса в пределах Великой России. <…> Особое внимание уделяется проблеме еврейского племени. Не повторять ошибок святого Адольфа!» Впрочем, само имя и отчество этого героя заставляет усомниться в его «великорусском» происхождении. Жалкому Парасюхину (который «попукивает от напряжения», перетаскивая разнообразное барахло в свою комнату, приводит туда проститутку, а затем его топят в нужнике в Мире его Мечты) явно противопоставлен застёгнутый на все пуговицы Колпаков. Этот персонаж принёс Демиургу проект «Необходимых организационных и кадровых мероприятий для подготовки и проведения кампании по Страшному Суду», самому себе отведя роль «Зверя из моря».
С Агасфером Лукичом связана и единожды предпринятая попытка построения любовной сюжетной линии в истории о Саджах. Действие её отнесено к эпохе зарождения ислама в Аравии, куда занесло бессмертного Иоанна-Агасфера в облике дьявола Раххаля, соратника вероучителя-лжепророка Масламы. В стилистическом отношении эта глава построена на двух планах: в начале иронический тон, присущий и евангельской части рассказа об Агасфере. Например, презрительное прозвище пророка Масламы «Мусейлима» переведено на русский язык как «Масламишка задрипанный». Но само изложение истории любви Раххаля и Саджах достойно пера «трижды романтического мастера». Перекличка с булгаковским романом здесь очевидна, как и использование переиначенных стихов «Песни песней»: «Саджах. О Саджах! Саджах, дочь танух и тамим! Лоно твоё…», и подобного. У Стругацких шут превращается в романтика, верующего не в относительность, а в постоянство чувств. Именно Агасфер-Раххаль мог бы произнести фразу, которой завершается эта история: «Нет, видимо, никогда не распадётся цепь времён, ибо воистину, как смерть крепка любовь, люта, как преисподняя, ревность, и стрелы её — стрелы огненные…» Однако в повествовании она вложена в уста Манохина, весьма далёкого от романтизации жизни. Согласно З. Харитоновой, в любовной линии проявляется полемика Стругацких с Булгаковым. В «Мастере и Маргарите» любовь предстаёт именно как духовная связь двух людей, члены свиты Воланда не ведают любви. В «Отягощённых злом» любовь и взаимная привязанность властна даже над сверхсуществами. Только здесь приоткрыта завеса тайны над глумливым шутовством Агасфера Лукича, прикрывающим свою так и не зажившую душевную рану.

## Критическое восприятие

### Перестройка
Вышедший в период перестройки роман был с недоумением воспринят читателями и критиками. Биограф Стругацких писатель-фантаст Ант Скаландис спустя двадцать лет утверждал, что авторы в тот период «отключили внутреннего цензора, смело бросились на поиск новых форм и экспериментировали больше, чем в десяти предыдущих произведениях, вместе взятых», но в полном смысле новой литературы у них не получилось. По мнению А. Скаландиса, роман «Отягощённые злом» был переусложнён, так как соавторы «не успели разобраться в происходящем, в том числе и в собственном романе, ставшем естественным отражением этого бурного и неоднозначного времени». Геннадий Лавроненков также считал, что авторский замысел выиграл бы от композиционного упрощения, элиминации «излишней многозначности и двусмысленности». Композиция романа, при всей его серьёзности и многоплановости, демонстрирует тенденцию к эклектике. Критик Виктор Топоров прямо именовал «Отягощённых злом» «перестроечным романом», который оказался самым слабым произведением Стругацких, демонстрируя исчерпанность возможностей жанра. «Все иллюзии шестидесятых, опрокинутые в восьмидесятые, аукнулись в этом романе идейной, стилистической, да и чисто сюжетной какофонией».

#### М. Амусин, Р. Арбитман, С. Чупринин
Литературовед Марк Амусин отмечал закрученность фабулы в «ленту Мёбиуса», из-за чего поклонник братьев Стругацких «ностальгически вздохнёт о сюжетной стройности и смысловой прозрачности» их ранних произведений. Роман назван «историческим карнавалом» в жанре фантасмагории, и наиболее удачными в нём признаны комические эффекты, возникающие на стыке сатиры, анекдотов, фарсовых эпизодов и исторических зарисовок. Прототипом Флоры М. Амусин называл так называемую «Систему», которая для Стругацких стала метафорой общества, находящегося на переломе эпох. Финал романа открыт, а граничные контуры повествования размыты. Читателю остаётся неясным, принял ли Учитель мученический венец или вручил свою душу Демиургу во избавление от надвигающегося насилия. Позднее критик отметил, что для позднего этапа творчества Стругацких характерна проповедь мудрости, призыв к терпимости и самому широкому пониманию чужих взглядов. М. Амусин отметил схожесть проблематики, затронутой писателями в «Гадких лебедях» и «Отягощённых злом», но если в повести 1960-х годов они негодовали по поводу несовершенства человеческой природы и общества, погрязшего в пороках, то в романе 1980-х годов перешли к поиску терапевтических средств, причём не в глобальных масштабах, а применительно к каждой личности. Обременённость бытия злом воспринимается как неизбывная данность. По мнению критика, это не признак усталости, а скорее прозорливость писателей, умевших кристаллизовать идеи, присущие своему времени. В данном случае это жажда практической гуманизации жизни, пусть и не носящая всеобъемлющего характера.
В своей монографии 1996 года М. Амусин уточнял, что религиозный или квази-религиозный сдвиг в творчестве Стругацких отмечается со времени работы над сценарием «Сталкера» Тарковского, что отражало разочарование писателей в научно-техническом прогрессе и реакцию на деградацию среды обитания, в том числе идеологической и духовной. Критик сравнивал роман со зданием в стиле барокко, с лепниной столь обильной, что кажется избыточной, то есть литературная конструкция слишком умозрительна. Для Стругацких «Отягощённые злом» — новаторский текст, в котором писатели отказались от линейного однонаправленного по вектору «прошлое — будущее» романного времени в пользу «вечного возвращения»: одни и те же события воспроизводятся в разных исторических эпохах. Определённого эволюционного этапа достигли и смысловые установки писателей. Флора — это почти эталонное описание того, что было совершенно неприемлемым для Стругацких на большей части их писательского пути. Флора сопоставима со слегом в плане отрешения людей от познания и созидательной мироустроительной деятельности. Однако будучи феноменом жизни, она должна являться объектом защиты от насильственного искоренения, как и породившая Флору реальность. В 1960—1970-е годы главным средством искоренения социального зла представлялась для Стругацких социальная хирургия, которая в некоторых произведениях приобретала едва ли не эсхатологические черты. В «ОЗ» авторы решительно обратились к поискам социальной терапии, и весь пафос романа увязан с «уврачеванием цивилизационных язв». Клиенты Демиурга (те же Колпаков и Парасюхин) подлежат защите точно в той же степени, что и Флора. Окончательно убедившись в хрупкости жизни каждого отдельного человека и целых социумов, писатели обратились к максимальной терпимости в отношении всех проявлений жизни. Не будучи религиозными, Стругацкие в «последние дни» (роман посвящён ситуации Fin de siècle) испытывали почти достоевское чувство «великого сиротства». Однако мироощущению писателей соответствовало не христианство, а гностицизм, с его убеждённостью в отягощении материи злом. Христианские символы использовались как метафоры вечного обновления бытия, а любая трансцендентная составляющая христианского учения оставалась для Стругацких глубоко чуждой.
Сергей Чупринин попытался отыскать в, «как мне показалось, прихотливых ходах авторской мысли наиболее актуальное, живое звено», а именно — предупреждение о том, как опасны разбуженные инстинкты толпы. Толпа с необыкновенной лёгкостью реагирует на любую приманку и даёт себя науськать на любых «внутренних врагов» («будь то евреи, неформалы, интеллигенты или просто, скажем, рыжие»). В этом плане идейное содержание «Отягощённых злом» не ново для Стругацких, и роман находится в одном ряду и с «Трудно быть богом», и с незадолго до того опубликованным «Градом обреченным». Авторы убеждают, что добро, породнившееся с насилием, неминуемо перерождается в зло — и тем более опасное, что оно-то по-прежнему считает себя добром. Однако даже у этой очевидной истины находятся оппоненты, не считающие, что «врачевание насилием» ещё не приносило пользы обществу.
В октябре 1988 года в саратовской газете «Заря молодёжи» была опубликована запись дискуссии о новом романе Стругацких «Отягощённые злом», участие в которой принимал Роман Арбитман. Во вступительной заметке упоминалось, что роман озадачил поклонников писателей, ибо впервые оказался «фантастикой ближнего прицела»: полностью узнаваемы бытовые реалии, и «уж вовсе никакой фантастики нет в том, как добропорядочный город Ташлинск ополчился на безобидную Флору, пытаясь оклеветать её, изгнать, уничтожить („пила сильнее, но прав всегда ствол“, — считают фловеры). Флора ничем не угрожает обществу, от которого отрекается». Р. Арбитман в ходе дискуссии высказал мнение, что Стругацкие написали оптимистическую утопию, то есть описали общество, в котором «жить не страшно», потому что в нём ничего не происходит. Преобразовать это общество без участия потусторонних сил вообще невозможно (реплика философа В. Соколенко).

#### Критика с позиций национализма
Польский литературовед Войцех Кайтох отмечал, что, поскольку Стругацкие сохранили все базовые темы и идеалы, прослеживаемые в их творчестве с 1960-х годов, в разгар перестройки писатели оказались на умеренно-консервативной позиции, «что, впрочем, им быстро поставили на вид; о реакции же обиженных националистических кругов легко было догадаться».
Писатель Сергей Плеханов в «Литературной газете» в марте 1989 года назвал «Отягощённых злом» «анахронизмом», так как все лучшие произведения Стругацких были написаны в «застойную» эпоху и были составной частью крайне специфического контекста. Однако к моменту публикации «Отягощённых злом» всё, на что ранее лишь намекалось, сделалось открытым. «Эзопов язык недаром создан рабом, а навык к разгадыванию его культивировался в рамках сообщества несвободных». Стругацкие обвинялись в искажении истории, когда сюжет замешен «на заурядном полуинтеллигентском невежестве». Об уровне историзма писателей свидетельствовало, по мнению критика, приписывание знаменитой фразы «Верую, ибо нелепо» Августину, а не Тертуллиану. Раздражение критика вызвал казус с отрубленным в Гефсимании ухом раба Малха, на месте которого оказался Иоанн. Патмос, как и вся римская провинция Асия, «была одним из райских уголков империи», и подобного рода огрехи разрушают романную конструкцию. В результате «единственное, что, безусловно, удалось авторам, — это достоверно передать накал злобы по отношению к „почвенникам“, „широким славянским натурам“».
Тональность отзыва С. Плеханова была такова, что вызвала отповедь «за непрофессионализм и неблагодарность» литературного критика И. Васюченко, также опубликовавшей весьма критический разбор концептуальных основ творчества Стругацких. Сама И. Васюченко признавала, что роман «художественно неровный», ему присущи черты «торопливой злободневности», но при этом главным посылом его является мольба: «Замолчите и задумайтесь. Ибо настало время, когда ничего другого сделать пока нельзя». Поэтесса Лариса Баранова-Гонченко крайне негативно восприняла попытку авторов «привстать с колен перед апостолами» (ссылаясь на главу «Не так всё это было, совсем нет так»), что неизбежно приведёт лишь к развенчиванию и осмеянию «архетипической святости» любой национальности и происхождения.
В сборнике литературно-критических этюдов издательства «Молодая гвардия» 1989 года было напечатано открытое письмо в Совет фантастов некоего С. Клишина, в котором «Отягощённым злом» давалась резкая оценка. Автор фиксировался на образе фашиствующего «великоросса»:

Читая Стругацких, можно подумать, что русский антисемитизм стал причиной тяжких притеснений евреев в Древнем Египте ещё при фараонах. <…> Вполне понятно решение авторов… вывести так называемых русских патриотов в образе Парасюхина с его наглыми голубыми глазами и «пушистыми ресницами педераста». Ведь десятки миллионов погибших от голода и в войнах русских и их детей с такими же наглыми глазами, серыми и голубыми, помешали избранникам бога Яхве самим доконать антисемита Гитлера. Вполне, вполне своевременно воспевается в повести бог Яхве, он же демиург. Остальные боги в основном мертвы, как и древние греки с их несчастным Гефестом и пр. А Яхве жив, и его именем много разных, «интернационалистских» дел делается на Ближнем Востоке, в иных странах и городах ближних.
Появлялись и ещё более крайние отзывы. Юрий Петухов, рассматривая еврейский вопрос в литературе конца 1980-х годов, объявил роман «серым», а язык его — как «кальку с английского». В идейном отношении Стругацкие прямо приступили к очернению христианства, последовательному кощунству, богохульству и пропаганде русофобии. Творчество писателей прямо названо «нравственным СПИДом».

#### В. Казаков, А. Мирер, В. Сербиненко
Негативно воспринял роман философ Вячеслав Сербиненко. С его точки зрения, Стругацкие неудачно продолжили опыт «прямого контакта с булгаковским романом» и реализовали сюжет, упомянутый в «Гадких лебедях»: «А вообще интересно было бы написать, как Христос приходит на Землю сегодня, не так, как писал Достоевский, а так, как писали эти Лука и компания». В результате «апокриф от одноухого Агасфера Лукича» назван самой большой творческой неудачей Стругацких. В главах из жизни XXI века, раздираемой конфликтом молодых «неформалов» с чиновниками и мещанами, представлена альтернатива собственной утопии писателей. Однако ничего нового в традиционную для них тематику Стругацкие уже не внесли. Учитель слишком напоминает «наставников», гуманистов-просветителей из прежних сочинений, а Воланд-Демиург «занимается привычным для „пришельцев“ из прежних книг Стругацких делом».
Библиограф и активист фэндома Вадим Казаков (под псевдонимом «Ф. Снегирёв») отмечал, что роман адресовался квалифицированному читателю и допускает множественность (и одновременность) вариантов прочтения — хоть по Священному Писанию, хоть по Булгакову или по свежей прессе с дискуссиями о педагогике и «неформалах». Критик отметил, что Стругацких как атеистов не интересовали теологические особенности Нового Завета, откуда была извлечена единственная тема — Учителя и учеников, а также «не-учеников». Один Учитель, даже экстра-класса, не в состоянии подвинуть общество в сторону света и разума и не может не пытаться это сделать, даже осознавая, что в последующем его идеи будут чудовищно извращены. В случае прочтения романа в актуальном политическом контексте можно прийти к выводу, что Стругацкие создали единственную в своём роде «социалистическую антиутопию» (не коммунистическую, а социалистическую), продолжив идеи 1960-х годов, поскольку в минувшую эпоху не всё можно было высказать открытым текстом и довести аргументацию до конца. Критик также отметил параллелизм идей, которые выдвигали представители властной элиты в «Гадких лебедях» и в «Отягощённых злом». Однако авторы слишком спешили высказаться, их роман «не долежал», отсюда и стилистическая недоработанность текста.
Александр Мирер (под псевдонимом «А. Зеркалов») в послесловии к изданию романа в составе первого собрания сочинений Стругацких издательства «Текст» посчитал «Отягощённых злом» парафразом «Мастера и Маргариты» Булгакова. И там, и там причудливо и откровенно изменённые новозаветные сюжеты вплетены в современность, Демиург похож на Воланда, о чём прямо сказано в романе, имя центрального героя Г. А. Носова звучит почти как «Га-Ноцри», а его летописец ученик Игорь Мытарин — проекция мытаря Левия Матвея, который «неверно записывал» и «всё перепутал». Эпигонство — это знак преклонения перед Мастером и декларация, что Стругацкие взялись развить главную идею «Мастера и Маргариты». Булгаков в «чудовищные тридцатые годы» постулировал обречённость империи Советов, причиной чему не Бог и не дьявол, а люди, отягощённые злом. В ощущении писателей их собственный мир — гласности и гражданских свобод — отягощён злом в ничуть не меньшей степени, и крылатый Демиург бессилен так же, как и хромой Воланд. Божество вынуждено возлагать бремя действия на своё творение — Учителя, Терапевта. У Булгакова учителями были Иешуа, не оставивший книги, и писатель, уничтоживший свою книгу. У Стругацких власть над будущим дана только учителю в самом буквальном смысле этого слова, «обучающему не зрелых мужей, но детей». Мирер провёл параллели и с «Гадкими лебедями», в которых постулируется, что вирус зла можно убить, только выращивая чистые от него поколения. «Это высшая задача, ради неё стоит жить и стоит принять смерть».

### Войцех Кайтох
Польский стругацковед Войцех Кайтох, чья обобщающая монография вышла в 1993 году, повторял суждения тех критиков, которые считали, что соавторы оказались в затруднении после устранения цензурных запретов: «Из возможности открыто давать общественные советы вытекает тот фатальный факт, что их ценность становится легко проверяемой». С точки зрения критика, Стругацкие соблазнились новыми тенденциями, в силу чего их проза последних лет жизни быстро устарела, а упоминания об Афганистане, наркотиках и прочее — вид «мелкого литературного хулиганства», скорее, «детского развлечения». «Отягощённые злом» — это произведение, написанное в состоянии тяжёлого творческого кризиса, его, «в отличие от многих других произведений Стругацких, нельзя прочесть „на одном дыхании“». В содержательном отношении роман продолжал традиции «Мастера и Маргариты», ставшие в 1980-е годы общим местом в советской фантастике. Это и единственное произведение Стругацких, в котором используются религиозные и библейские мотивы; Демиурга В. Кайтох прямо именует сатаной, а его главной целью — «поиск людей, знающих, ДЛЯ чего они существуют на свете», но чаще ему попадаются «чудовищные экземпляры фанатиков». Агасфер Лукич — одновременно апостол Иоанн и Вечный жид — выступает в «комедийном амплуа нэповского афериста», скупающего человеческие души в обмен на сокровенные желания. Эта сюжетная линия наполнена многочисленными литературными аллюзиями, отсылающими к Булгакову, Гоголю, Ильфу и Петрову. Данный приём позволил представить галерею человеческих типов перестроечной России, например великоросса-антисемита Марка Парасюхина, которого автора обрекли на «особенно компрометирующие приключения». Шокирующим является образ Христа, провоцирующего собственное распятие в надежде обрести наиболее действенную трибуну для возглашения истины. Вообще В. Кайтох считал евангельскую линию Стругацких «решительно уступающей» концепции Булгакова. Более того, евангельская линия может показаться излишней в романе, так как мораль её формирует целостный смысл произведения «не в большей степени, чем это делало бы любое другое обращение к Евангелию».
Линия Г. А. Носова «удивляет возвращением братьев к провозглашаемым четверть века ранее футурологическим идеям», а жанровый образец признан архаичным. Впрочем, базовая идея — попытаться представить СССР, жители которого получили бы некоторые демократические свободы, — названа «блистательной». Реализация её оказалась неудачной, и «СССР Аnnо Domini 2033 слишком напоминают США шестидесятых и семидесятых годов с характерными „войнами“ хиппи и мотоциклистов, наркотиками и сексуальной революцией». Стругацкие прямо заявили, что демократии недостаточно для общественной организации и власть большинства легко перерождается в «диктатуру посредственности, тупости и примитива». Однако в обществе недалёкого будущего уже появились зародыши чего-то качественно нового (попросту — коммунизма) в форме элитарной системы обучения педагогических кадров, отсылающей к «Полуденной» утопии Стругацких. Однако существует и Флора — самодеятельная группа молодёжи, практикующей полную терпимость в повседневной жизни. Мытарин — одновременно евангелист и один из будущих воспитателей человечества, у него проявляются способности коммунистических сверхлюдей. Усилия его учителя Носова заканчиваются поражением: словно Рабби-Христос предыдущей сюжетной линии, он сознательно решается на отчаянный поступок и ждёт прибытия милиции и добровольцев в стойбище новых хиппи. Известно также, что лицеи будут закрыты — «таким образом происходит, по крайней мере временное, уничтожение „зародышей будущего“». Появление Носова в обиталище Демиурга, по мнению В. Кайтоха, намекает, что Учитель охвачен великой идеей, но при этом не впадает в грех фанатизма и не соглашается на моральные компромиссы даже во имя торжества своего дела. Судя по всему, сделка о его душе никогда не будет совершена.
В. Кайтох резюмировал, что Стругацкие сохранили веру в необходимость и возможность перевоспитания общества, которое составляет базовую основу «русского и советского мышления о социализме». Это не отменяет литературных огрехов — роман тяжело читается и, будучи наполовину утопией, не имеет чётко обозначенного действия. Описание трудов Носова не направлено на развлечение читателя или характеризацию его как литературного героя: как и в любой утопии, персонаж служит презентации данной модели общества и анализу поставленной социологической и моральной проблемы. После распада СССР «сомнительно, что читатели „Отягощенных злом“ вообще ещё интересовались проблемами будущего социализма, с таким вниманием рассмотренными в утопической части произведения».

### Постсоветская эпоха
Редактор «чёрного» собрания сочинений Стругацких издательства «Сталкер» Леонид Филиппов в послесловии 2001 года характеризовал «Отягощённых злом» как книгу, лишённую и фантастики, и оптимизма. При этом роман нельзя характеризовать как антиутопию, ибо в нём постулируется, что будущего, созданного прогрессом человечества, не будет ни при каких обстоятельствах; существует лишь неопределённо длительное настоящее. Роман нельзя также отнести к литературе постмодернизма, ибо в нём отсутствует уход от индивидуальности, хотя и хватает гипертекстовости и «литературного травести». Деятельность Демиурга можно охарактеризовать как ролевую игру, поскольку это был основной метод Стругацких как социальных мыслителей. Сергей Лукьяненко в материале для православного журнала «Фома» с субъективных позиций повторил суждения о творческой неудаче братьев Стругацких: «Подобно тому, как многие небезосновательно их упрекают, что им не давались женские образы, так и тут — религиозный материал им не дался. <…> Видимо, им действительно хотелось дать какое-то свое осмысление христианства. В любом случае — не получилось. И эта повесть — единственная, которую я ни разу не перечитывал».
В публикациях 2012—2013 годов (в том числе в сборнике эссе «Советская литература. Краткий курс») Дмитрий Быков называл «Отягощённых злом» самым непо́нятым и при этом этапным романом Стругацких. Главной сюжетной линией он считал историю жизни и гибели великого учителя Г. А. Носова. По мнению критика, Стругацкие «в результате личной и совершенно отдельной эволюции» пришли к единственно возможному финалу:

…Нет у прогрессора, учителя и вообще Спасителя никакого другого способа спасти и воспитать, кроме как погибнуть на глазах у паствы. Никакие технологии Теории Воспитания, которая в «Отягощённых злом» представала развернутой и триумфальной точной наукой, не позволят убедить людей, желающих бороться со злом хирургическими методами. «Все — костоправы, и нет ни одного терапевта» — этот рефрен романа (отсылающий, в свою очередь, к «Виконту де Бражелону») сегодня актуален как никогда.
Согласно Д. Быкову, главным качеством учителя, как о том писали Стругацкие, является «не знание приёмов и методик, а святость. Без неё ничего не получится». Носов пошёл на мученичество потому, что терпимость проявляется не в отношении к хорошему, а в отношении к неприятному. Надо уметь терпеть неприятное, не отказывая ему в праве на существование. По мнению критика, все герои всех произведений Стругацких — сильные люди с экстремальным опытом, и главный конфликт состоит в столкновении Брутального и Нового героев, выкованных поколением войны. «Вопрос в цене этого опыта, его издержках и альтернативах ему. Поисками этих альтернатив Стругацкие озабочены с самого начала. Но как-то выходит, что все альтернативы хуже».
Политолог Юлия Черняховская предложила в 2016 году последовательно ревизионистский взгляд на творчество Стругацких в контексте советского утопического проекта. Роман «Отягощённые злом» (как и пьеса «Жиды города Питера, или Невесёлые беседы при свечах») относится к завершающему этапу их творчества, отражающему глубочайшее разочарование как в результатах разработки проекта светлого будущего, так и перестроечных устремлений; в частности, неумеренного эмоциональнально-протестного активизма, разрушающего вместе с негативными началами и сами основы развития общества. По мнению Ю. Черняховской, в «Отягощённых злом» Стругацкие своеобразно синтезировали давно разрабатываемую ими проблему отношения культуры и власти. Построенная в книге модель общества включает три действующих начала:
1. Власть и поддерживающее её и ожидающее от неё решения своих проблем общество.
2. Вызревающая система будущего в виде созданной талантливым педагогом образовательной системы.
3. Антисистема, или, возможно, система антипросвещения — Флора, — отвергающая цивилизацию и создающая лагеря альтернативных форм существования, где отказывающиеся от цивилизации люди начинают вести растительный образ жизни[129].

Антисистема противостоит и обществу, и системе просвещения, является носителем начал регресса и деградации социума и вызывает протест общества, требующего от власти радикальных действий, вплоть до силового подавления. В результате этих радикальных действий (порождённых целями защиты цивилизованной жизни) власть, помимо антисистемы, уничтожила и систему лицеев — инкубаторов культуры и просвещения будущего. В метафорической форме братья Стругацкие показали, что власть, которая сама по себе не является носителем культуры и просвещения и не понимает их, приводит к уничтожению тех начал, что могли бы обеспечить преемственность и развитие властной системы путём создания системы производства образцов, не позволяющих тенденциям регресса разрушать её достижения. По-видимому, власть, допустившая разрыв с культурой, даже стремясь создать «общество познания» и необходимую для этого «великую теорию воспитания», не сможет достичь своей цели просто потому, что не способна адекватно оценить характер вызовов. Новое состояние и система реализации исповедуемых властью целей этой властью не опознаётся, и власть начинает защищать саму себя от себя. То есть даже даже оправданный и понятный протест против уродливых тенденций в жизни общества может обернуться уничтожением не только регрессивных, но и нарождающихся прогрессивных тенденций — ростков светлого будущего. Роман был ответом Стругацких на политику перестройки, которая со временем вызывала у авторов всё больше обеспокоенности. Отнеся действие на сорок лет вперёд, авторы предсказывали опасность активного и неумеренного энтузиазма в отношении спорных и негативных явлений, неизбежно приводящего к политической истерии и разрушению исподволь вырастающей системы элементов и основ нового общества.
В мнонографии 2022 года Ю. Черняховская рассмотрела творчество Стругацких в более широком контексте научно-технического романтизма. Для этого литературного направления характерен общий антропологический оптимизм и постулат, что для человека в мире невозможно не соотносить себя с идеалами. «Мир дан в ощущениях, но подвержен изменениям самим человеком в соответствии с идеалами его сознания, которые выступают как более значимые». Одной из возможностей реализации подобного мировоззрения является исторический романтизм, который обращает возвышенно-эмоциональное начало в прошлое. Например, у А. П. Казанцева впервые это направление проявилось в рассказе «Взрыв» (1946), фантастическое допущение которого (Тунгусский метеорит — это атомный взрыв космического корабля) стало основой классического романа «Пылающий остров» (1957 и последующие редакции) и к началу XXI века отразилось в дилогии «Звезда Нострадамуса». И. А. Ефремов последовательно применял данный метод в своих исторических повествованиях: «Путешествие Баурджеда» (1953), «На краю Ойкумены» (1949), «Лезвие бритвы» (1963), «Таис Афинская» (1972). У Стругацких к этому направлению, пусть и с некоторыми оговорками, как раз относятся «Отягощённые злом». Перенос эмоционально-возвышенного состояния на прошлое утверждает естественность данного состояния для человеческой природы, его имманентность как родового отличия. Ефремов, обращаясь к временам Древнего Египта и античности вплоть до эпохи Александра Македонского; Стругацкие, поставив фоном своего повествование первые века христианства и ислама, рассматривали человека как существо, выходящее за повседневные горизонты, обращающееся к сущностям, заведомо превосходящим повседневный опыт. Только большие смыслы позволяют человеку преодолевать вызовы этого мира.
А. А. Грицанов отмечал, что Стругацкие «адекватно оценивали и реальную значимость поисков представителей передовой науки того времени», утверждая, что роман «Отягощённые злом» можно интерпретировать как модель деятельности Московского методологического кружка. Литературовед и философ И. Кукулин проанализировал связи утопической модели Стругацких с деятельностью кружка Г. Щедровицкого. Деятельность возглавляемого им в 1950-е годы кружка была направлена на выработку новых форм человеческого мышления и социального общежития, а вновь созданный в 1957 году Московский методологический кружок прямо призывал обеспечить возможность прогнозирования и управления развитием разных форм социально значимой деятельности. Его деятельность исходила из презумпции: группа особым образом обученных и организованных интеллектуалов может разрабатывать и последовательно осуществлять по выработанным алгоритмам сколь угодно масштабное преобразование социальной среды. Аналогии концепций Щедровицкого и Стругацких стали предметом дискуссий в 1990-е годы и вызвали вопросы во время офлайн-интервью с Б. Стругацким. В узких кругах интеллигентных поклонников братьев-фантастов ходили слухи, что именно «главный методолог» стал прототипом «учителя двадцать первого века» Г. А. Носова, указывая на совпадение имени — Георгий. Борис Стругацкий негативно относился к подобным вопросам, утверждая, что даже фамилию Щедровицкого слышал только мимоходом от А. Н. Стругацкого, считая «крайне маловероятным, чтобы Аркадий мог использовать сведения о Щедровицком для создания образа Носова». Тем не менее «столь навязчивое сравнение в среде поклонников братьев-фантастов» не может быть случайным: историософские и этические концепции Стругацких и лидера кружка методологов имеют много точек пересечения.

### Комментарии
1. ↑  «Рукопись содержалась в старинной картонной папке для бумаг, завёрнутой в старинный же полиэтиленовый мешок, схваченный наперекрёст двумя тонкими чёрными резинками. Ни имени автора, ни названия на папке не значилось, были только две большие буквы синими чернилами: О и З. Первое время я думал, что это цифры „ноль“ и „три“, и только много лет спустя сообразил сопоставить эти буквы с эпиграфом на внутренней стороне клапана папки: „…у гностиков ДЕМИУРГ — творческое начало, производящее материю, отягощённую злом“. И тогда показалось мне, что „ОЗ“ — это, скорее всего, аббревиатура: Отягощение Злом или Отягощённые Злом, — так свою рукопись назвал неведомый автор. (С тем же успехом, впрочем, можно допустить и то, что ОЗ — не буквы, а всё-таки цифры. Тогда рукопись называется „ноль — три“, а это телефон „Скорой помощи“, — и странное название вдруг обретает особый и даже зловещий смысл.)»[5]
2. ↑  Перечисление имён заимствовано из статьи Е. Мелетинского «Демиург» из энциклопедического словаря «Мифы народов мира»[7].
3. ↑  Критик Ирина Васюченко приводила дату 2033 год[11], опираясь на текст издания романа 1989 года. Борис Стругацкий отсчитывал сорок лет от времени написания романа (1985—1987 годы), то есть вторая сюжетная линия разворачивается в конце 2020-х годов[12]. Даты взяты по аналогии с заглавиями романов мушкетёрского цикла А. Дюма[13].
4. ↑  Борис Стругацкий называл его дальним аналогом райцентра Ташла Оренбургской области, где братья Стругацкие пребывали в эвакуации 1942—1943 годов[19].
5. ↑  Марк Амусин утверждал, что в романе «Отягощённые злом» как минимум три сюжетных плана, выделяя отдельно рассказы Агасфера Лукича как «прослеживание механики возникновения легенды», отталкиваясь от максимального приближения к реалиям того времени[48].
6. ↑  Как минимум трое обитателей квартиры Демиурга носят имена апостолов и евангелистов: Пётр Колпаков, Матвей Гершкович, Марк Парасюхин, помещённые в нарочито сниженный контекст[56].
7. ↑  Борис Стругацкий в офлайн-интервью (реплика 22 сентября 1998 года) прямо заявлял, что для них с братом Иисус был «замечательным человеком и носителем великой идеи, отдать которую человечеству было для него задачей номер один — ради этого можно было и на крест, если иначе не получается»[62]. В ответах 8 марта 2003 года Б. Н. Стругацкий уточнял, что братья не получали от официальных церковных институтов никаких отзывов на роман, а от верующих не было никаких положительных отзывов. Негативные письма, «буквально источавшие ненависть», зачастую были малограмотными[63].
8. ↑  Раххаль-Агасфер Лукич произнёс фразу «Ты должен быть строго наказан»[82], повторив то, что сделал ещё будучи апостолом Иоанном, бывшим разбойником: с этой же фразой он убил истинного Вечного жида, чьё проклятие перешло на него[83]. Борис Стругацкий в оффлайн-интервью 25 мая 2001 года прокомментировал, что трагикомическая сцена и двойное повторение фразы в одинаковом контексте было необходимо, чтобы показать, что «случай с настоящим Агасфером для Иоанна вовсе не исключение какое-то. И особенно важно было показать это „на материале“ Агасфера Лукича — этого толстенького, уютного, нелепого и безобидного человечка». Фраза происходила из байки про товарища Сталина, который «имел обыкновение бросать эти слова провинившемуся, и означали эти слова — расстрел. Были случаи, когда виновный тут же падал как подкошенный, без сознания…»[84].
9. ↑  Врач-психотерапевт и писатель Сергей Глузман особо обращал внимание, что в структуре романа Агасфер Лукич — единственный персонаж, переживший роман с женщиной. Ничего подобного нельзя представить у Демиурга, Г. А. Носов был когда-то женат, но «про его любовный роман ничего не известно. Его жена была врачом-эпидемиологом и много лет назад приняла героическую смерть на работе, заразившись какой-то страшной болезнью». По-настоящему влюблён — пусть горько и трагично — был только Агасфер Лукич, и это лишь «усиливает человеческий драматизм его долгой, двухтысячелетней биографии»[87].
10. ↑  Роман «Мастер и Маргарита» начинается именно с разговора двух атеистов — членов Массолита, которых Булгаков именует не писателями, а литераторами. Их произведения, по сути, муляжные, отношения к литературе не имеющие.
11. ↑  Как и в имени Мордехая Мордехаевича Гершензона (Матвея Матвеевича Гершковича) комический эффект многомерен, поскольку противоречит еврейской традиции не давать сыну имя отца[95].
12. ↑  Борис Стругацкий комментировал, что Раххаль в использованных ими источниках никак не ассоциировался с дьявольским началом, это было авторское допущение, необходимое по сюжету: как бессмертного воспримут неграмотные кочевники пустыни[99].
13. ↑  «Он был безумен. Любовь старого человека производит обычно впечатление несколько комическое. Этим летом Раххалю исполнилось шестьсот тридцать четыре года. Любовное безумие старика не способно вызвать уже ни улыбки, ни сочувствия. Оно вызывает только страх. Раххаль сейчас был неудержим, ничто не могло его остановить. Ни войско, ни самум, ни землетрясение. Ни даже море. Ни даже смерть. Так, по крайней мере, он ощущал себя. Он сам был страшнее любого самума, землетрясения или смерти. Его снова назвали любимым, и он рисковал опоздать»[100].
14. ↑  Борис Стругацкий в оффлайн-интервью от 24 июля 2003 года утверждал: «Одна из „идей“ ОЗ выражена сакраментальной фразой „нэ так всо это было…“. Это — авторская позиция. И нам важно было подчеркнуть, что „отклонения“ от Евангелия (и вообще от общепринятых „фактов“) не результат нашего невежества, а сознательный приём. <…> Между прочим, один из самых яростных критиков ОЗ ничего этого не понял, эпиграфа не заметил и обвинил-таки авторов в незнании Евангелия»[112].
15. ↑  Дословно: «И уже заболботали, зачуфыкали, закашляли наши родимые хрипуны, ревнители доброй старины нашей, спесивые свидетели времён Очаковских и покоренья Крыма, последние полвека познающие жизнь лишь по газетным передовицам да по информационным телепередачам, старые драбанты перестройки, коим, казалось бы, сейчас правнуков своих мирно тетёшкать да хранить уют семейных очагов, — нет, куда там! Вперёд, развернувши старинные знамёна, на которых ещё можно разобрать полустёртые лозунги: „Тяжёлому року — бой! Ненашей культуре — бой! Цветоволосы — с корнем!“»[133]